# 小松原三夫
小松原 三夫（こまつばら みつお、1917年11月23日 - 2013年11月2日）は日本のプロゴルファーである。

## 人物
1955年、プロゴルフライセンスを取得。主にプロ・アマを問わずゴルフの技術を教える「ティーチングプロ」として活躍し、テレビ東京の「小松原三夫のゴルフ道場」では長年メインパーソナリティー（道場主）として多くのゴルファーからの人気を集めた。また「ビッグバード」「バービック」といったゴルフクラブをプロデュースしている。
1964年に開場した八ヶ岳高原カントリークラブの設計に携わっている。
1988年、漫画家の井上コオによる作品、『小松原三夫のまんがゴルフ実戦道場』が日本文芸社より出版されている。
2011年にもティーチングプロとして活動を続けていた。
2013年11月2日午前6時20分、心不全のため東京都目黒区の病院で死去した。95歳没。

## 関連人物
- 大古清